# Parafia św. Michała Archanioła w Witoszynie
Parafia Świętego Michała Archanioła w Witoszynie – rzymskokatolicka parafia we wsi Witoszyn, należąca do dekanatu Żagań diecezji zielonogórsko-gorzowskiej, metropolii szczecińsko-kamieńskiej w Polsce, erygowana w XIV wieku. Prowadzona przez Zgromadzenie Księży Misjonarzy św. Wincentego a Paulo.